# バイオハザード (映画)
『バイオハザード』（原題: Resident Evil）は、2002年のサバイバルアクションホラー映画。カプコンのビデオゲーム『バイオハザード』を原作とし、ポール・W・S・アンダーソンが監督・脚本を務める、映画「バイオハザード」シリーズの第1作目である。
巨大複合企業アンブレラ社が所有する巨大な地下研究施設にて、開発途中であったウィルス兵器、『T-ウィルス』が施設内に漏洩したことにより、バイオハザードが発生したことに端を発し、事態収束のために派遣されたアンブレラの特殊部隊が施設内で遭遇したバイオハザードや、それらによって誕生したアンデッド(ゾンビ)達や、ウィルスを用いて開発された生物兵器との戦いと共に、バイオハザードに見舞われた地下研究施設からの脱出までの戦いが描かれる。
続編として『バイオハザードII アポカリプス』、『バイオハザードIII』、『バイオハザードIV アフターライフ』、『バイオハザードV リトリビューション』、『バイオハザード: ザ・ファイナル』が公開された。

## ストーリー
21世紀初頭。全米No.1の巨大複合企業であり、アメリカでの家庭用医薬品シェア90%を誇るアンブレラ社。だが真の姿は細菌兵器などの研究開発を手掛ける“軍事企業”であった。ある日、アメリカ合衆国ラクーンシティ郊外に位置するアンブレラ社の地下極秘研究所「ハイブ」で、研究中の生物兵器T-ウイルスが何者かによって施設全域へ漏洩するバイオハザードが発生。空調設備を通じて所員全員がウイルスに感染したため、ハイブのメインコンピュータ「レッド・クイーン」は外部へのウイルス漏出を防ぐべく所内の各区画を封鎖、消火剤であるハロンガスやスプリンクラーの水を大量に散布するなどして500名を超える全所員を死亡させ、汚染を所内に封じ込めた。事態を知ったアンブレラ本社は、その原因をレッド・クイーンの故障と推測し、レッド・クイーンをシャットダウンさせるため自社の特殊部隊を現地に派遣した。
一方、ラクーンシティ郊外の洋館のシャワールームでアリスは目覚めた。記憶喪失に陥ったアリスは館内をさまよい、突然謎の男性マットに抑え込まれ、次いで突入してきたアンブレラの特殊部隊に拘束される。部隊長のワンは、アリスが部隊の一員であり、ハイブの秘密の入口であった屋敷の警備任務に就いていたことを告げる。だがハイブの防衛システムに連動して屋敷に散布された神経ガスの副作用で、アリスは一時的な記憶障害を負っていた。同時に拘束されたマットは街に先日着任した警官と名乗るがなぜかデータベースに情報はなく不審は続く。
ワン部隊長を始めとする部隊は、アリスとマットを連れ屋敷の地下へ移動する。そこにはハイブの連絡地下鉄道があり、一同は列車へ乗り込み発車。列車ではアリスと同じく屋敷の護衛を担い、アリスと偽装結婚していたスペンスが失神していた。彼もまたガスの影響で記憶障害を引き起こしていた。スペンスを迎えた一行はハイブへ突入する。館内には生存者はおらず、館内図と異なる異質な生物兵器を製造する区画まであった。レッドクイーンの中枢である最地下層へ到達した、一行は隊員のカプランの主導で防壁ドアをクリアするが、直後に防衛システムが作動、通路へ侵入したワン隊長含む5名の隊員がレーザートラップによって全滅してしまう。残されたカプランとアリスは通路を抜けてレッドクイーンの中枢にアクセスする。レッドクイーンは製作者の娘を模したホログラフを介して2人に「私を壊すと大変なことになる」「あなたたちはこの施設で全員死ぬ」と警告するが、あえなくシャットダウンされる。これによって一時的にハイブの電源がすべて落ち、計らずして封鎖されていた一部の区域のロックも開けられた。
一方、カプランらと別れ見張りをしていた隊員のレインとJ.D.、手錠をはめられたマットは研究員の服装をした女性に遭遇。しかし彼女の様子は明らかに異常で、駆け寄ったレインの手の肉を食い千切り、銃弾で蜂の巣にしても死亡する気配がなかった。女性が姿を消した直後、アリス、カプラン、スペンスの3名が戻ってきた。やがて女性と全く同じ様子の人々がどこからともなく現れ、6人に襲いかかる。

## キャスト
バイオハザードシリーズの登場人物も併せて参照のこと。

### 主要人物
アリス・アバーナシー（Alice）
演 - ミラ・ジョヴォヴィッチ
本作の主人公で、劇中冒頭に洋館の浴室で記憶を失っていた27歳の女性。洋館の広間でマットやアンブレラ社の特殊部隊員らと遭遇し、特殊部隊員に連れられて訳も分からぬままハイブへと入った後、徐々に記憶を取り戻していく。 実はアンブレラ社の特殊工作員で、極めて高い戦闘能力を持ち、アリスと偽装結婚していた夫のスペンスと共に、ラクーンシティ郊外のアークレイ山地の森の中に存在する「鏡の館」と呼ばれる洋館と、その洋館から地下鉄道網でつながった先のラクーンシティの地下に存在する極秘研究所「ハイブ」を警備する役割を担っていた。
ハイブで働く中で、アンブレラが生物兵器であるT-ウイルスを製造していることや、道徳的社会規範を無視した人体実験を行っていることを知り、アンブレラに対して嫌悪を抱く。同じくアンブレラに嫌悪を抱き、アンブレラを潰すためにハイブに潜入していた環境保護活動家のリサ・アディソンと知り合い、意気投合する。
ハイブの警備担当であることから、アリスはハイブの機密コードや監視システムを全て把握しており、リサに必ずアンブレラを潰すことを条件として、T-ウイルスを持ち出すことを提案していたが、この計画をスペンスに盗聴され、スペンスがアリスより先んじてウイルスを持ち出してしまったため、ハイブの管理を行う人工知能レッド・クイーンが防衛プログラムを始動してしまい、リサは死亡してアリス自身は神経ガスにより記憶を失ってしまった。
ハイブの中で記憶を取り戻した後は、持ち前の高い戦闘能力を生かし、アンデッドとの戦いでも活躍するようになり、特殊部隊員のレイン・オカンポや、リサの兄であるマット・アディソンと親交を深めていく。戦いの中でレインは犠牲になってしまったが、紆余曲折の末にマットと共にハイブを抜け出すことに成功する。そのままアンブレラ社が行っていた悪事を公表しようとするが、マットと共にハズマットスーツ姿の研究員に捕らえられた。
何らかの処置を施された後、ハイブの地上であるラクーン市の病院兼研究施設の一室で目覚る。その後、車が無数に乗り捨てられ荒廃した市外へ脱出を遂げ、乗り捨てられたパトカーからショットガンを入手してアンブレラ社との戦いを決意するに至る。
「アリス」の名前の由来は、ルイス・キャロルの児童小説『鏡の国のアリス』に登場するヒロインの名前に由来する。
マット・アディソン（Matt）
演 - エリック・メビウス
アリスが目覚めた洋館にいた男性。アリスと共に洋館にいたところをアンブレラが派遣した特殊部隊に捕らえられた。その際には“ラクーン市警（R.P.D.）の新任警官”であると語っていたが、実際には警察官ではなく、過激な行動も辞さない環境保護活動家であり、妹のリサ・アディソンと共に、アンブレラ社がハイブで研究しているT-ウイルスや、道徳的社会規範を無視した人体実験を世間に告発するために行動していた。
しかし、マット自身は過去に行った過激な抗議活動により、海軍や国家安全保障局からマークされた上にブラックリスト入りとなってしまったため、そのせいでアンブレラ社に入社することは出来なかった。代わりに妹のリサをアンブレラ社に入社させ、ハイブに潜入させた。
ハイブに潜入したリサが、協力者であるアリスとともにT-ウイルスを持ち出し、アンブレラを告発する予定だったが、ハイブにいるリサからの連絡が途絶えたため、ハイブの入り口である鏡の館に警官を名乗って潜入していた。リサの協力者であるアリスとは面識はなく、記憶喪失のアリスがリサと協力していたことを思い出した際には、アリスがリサを裏切ってハイブにT-ウイルスを流出させたのではないかと疑ったが、後にスペンスが犯人であることが分かり、アリス達と協力してハイブからの脱出を果たす。しかし、脱出する直前でリッカーから攻撃を食らい、T-ウイルスに感染してしまう。
ハイブから脱出し、洋館にたどり着いたところで自身の体の異変に気が付いて動けなくなる。慌ててアリスがハイブから持ち出した抗ウイルス剤を投与しようとするが、その瞬間に、洋館の外で待機していたハズマットスーツを着用したアンブレラ社の研究員達が突如として現れ、アリスとマットを捕縛する。この際、リッカーに傷つけられたマットの腕を確認した研究員の一人が、「変異している。ネメシス計画の実験台にしよう。」とつぶやき、マットを担架に乗せ、厳重に縛り上げた。その後、アリス共々ラクーンシティ病院に輸送された。
リサ・アディソン（Lisa）
演 - ハイケ・マカチュ
マットの妹で、アンブレラ社の社員。事故当時はハイブに勤務していた。実際には、兄と同じ環境保護活動家のメンバーで、アンブレラ社が行っている非合法の研究を世間に告発しアンブレラ社を壊滅すべく、兄のマットや、ハイブで知り合ったハイブのセキュリティ担当であるアリスと結託し、T-ウイルスを外に持ち出す予定だったが、計画をすべて盗聴していたスペンスが意図的にT-ウイルスを漏洩させた結果、レッド・クイーンの防衛プログラムが始動し、密閉空間で大量のハロンガスを浴びせられたため、酸素不足による呼吸困難に陥ってそのまま窒息死する。その後、ハイブ内で漏洩したT-ウイルスに感染し、ゾンビ化してマットに襲い掛かるが、アリスに撲殺された。
スペンサー・パークス（Spence）
演 - ジェームズ・ピュアフォイ
アリスたちがハイブへ向かう列車の中で出会った男。38歳。皆からはスペンスと呼ばれている。アリスと同様に記憶を失っていた。実際にはアンブレラ社の特殊工作員で、ハイブへの出入り口にあたる洋館を警備する任務に就いており、アリスと偽装結婚し、夫婦として暮らしながら洋館を警備していた。
金の亡者とも呼べる人物で、アリスとリサが結託してT-ウイルスと抗ウイルス剤を持ち出そうとしている計画を立てていた所を盗聴していた。スペンスのバックについていたクライアントから、T-ウイルスを盗み出せば一生遊んで暮らせる金額を渡すことを提示されていたことから、金のためにアリス達より先んじてT-ウイルスを盗み出し、証拠隠滅のためにT-ウイルスの入ったアンプルを地面に叩きつけてハイブ内をT-ウイルスで汚染させた。
T-ウイルスが流出したことで、レッド・クイーンが防衛プログラムを始動し、ハイブ内は大混乱に陥る。そして、騒ぎに乗じてハイブ外の列車に乗って脱出するはずだったが、防衛プログラムがハイブ外のプラットホームにまで及んでいたことを知らなかったため、散布された神経ガスを吸い込み気絶し、記憶を失う。後に列車内で倒れていた所を後にやってきたアリスと特殊部隊員達に発見され、記憶を失ったまま再びハイブに舞い戻ってアリス達と行動を共にする。
記憶を失っている間は思いやりのある性格だったが、神経ガスの効果が切れ、記憶を取り戻した瞬間、本来の目的を思い出し私欲を優先する様になり、恩を仇で返す形でアリス達を裏切り、アリス達を見捨てて一人で脱出しようと列車のプラットホームへと向かった。しかしそれが裏目と出て、盗んだ抗ウィルス剤を投与しようとしたところをプラットホームに現れたリッカーに襲われ捕食される。その後ゾンビ化し、アリスに襲い掛かるも、あえなく斧で斬り殺される。

### アンブレラ社特殊部隊（Umbrella Sanitation Team）
アンブレラ社が保有する数多くの私設部隊の一つで、公にはできない極秘任務を担当する。ハイブ内の職員を抹殺した人工知能レッド・クイーンをシャットダウンするべくアンブレラによって派遣された。部隊名は各メディアごとに異なっており、映画劇中では隊員の制服に書かれた「Sanitation」の文字から「Sanitation Team(衛生部隊)」であることがわかるが、映画パンフレットや小説版等のメディアでは、原作ゲームにも登場した特殊部隊S.T.A.R.S.隊員であるとも記載されている。ただしこちらは、原作のようにラクーンシティ警察に併設されたS.T.A.R.S.部隊ではなく、あくまでアンブレラ社がハイブ調査のために極秘に編成したS.T.A.R.S.部隊であり、原作のようにラクーンシティ警察に併設された方のS.T.A.R.S.部隊は、後に公開された映画『II』に登場している。
ジェームス・P・シェイド（One）
演 - コリン・サーモン
アンブレラ社特殊部隊隊長。37歳の黒人男性。隊員たちからは「ワン隊長」と呼ばれている。冷静沈着な性格で、隊員たちからの信頼は厚い。劇中中盤で他の3名の隊員らと共にレッドクイーンのレーザートラップにかかる。優れた身体能力を活かし、他の3名がレーザーにより切られていくなか、回避に成功していくものの、あと一歩のところで網状のレーザーグリッドにより細切れに焼き切られて死亡。のちの作品にてクローンとして敵役で登場する。
レイン・オカンポ（Rain）
演 - ミシェル・ロドリゲス
アンブレラ社特殊部隊女性隊員。24歳。非常に気が強く、態度や言葉遣いの雄々しい女性。アリスとは戦友の様な絆で結ばれていく。劇中中盤でT-ウイルスに感染する。その後もアリスらと行動を共にし、抗ウィルス剤を投与されるも間に合わずゾンビ化し、マットの手で射殺される。なお、日本語吹き替え版ではゾンビ化する直前、吹き替えオリジナルの台詞が登場するが、演じた朴璐美のアドリブである。
チャド・カプラン（Kaplan）
演 - マーティン・クルーズ
アンブレラ社特殊部隊隊員。32歳。コンピュータのプロで、IT担当。臆病な性格でプレッシャーに弱い。愛銃はトーラス・レイジングブルM431ピストル。
地下道でゾンビに襲われてアリスらと離ればなれになるが、終盤スペンスに閉じ込められたアリスらを救出し、自ら列車を運転するが、変異したリッカーにより捕食される。小説版では本性を見せたスペンスに後頭部を撃ち抜かれ死亡する。
リッカーに殺される瞬間、血や肉が飛び散らないのは、製作のジェレミー曰く「金がなくて」らしい。一方で監督のポールは「続編に出すかもしれない可能性を残した」と発言している。
J.D.サリナス（J.D.）
演 - パスクエール・アリアルディ
アンブレラ社特殊部隊隊員。28歳。隊員の中でも重装備で前線を進むポイントマン。ヒスパニック系の出身で、同僚のレインとは親しい友人でもある。物語中盤、解除に手間取ったカプランに代わってロックされたドアを解除するも、奥に閉じ込められていた大勢のゾンビに襲われ死亡。後にゾンビ化してレインに襲い掛かるが、レインにより射殺される。
ヴァンス・ドリュー/コマンド 1（Vance Drew/Commando #1）
演 - Torsten Jerabek
アンブレラ社特殊部隊隊員。ワン隊長と共にレッドクイーンがいるチェンバーに侵入した後、起動した最初のレーザートラップに指を切断され倒れる。ワン隊長に気をしっかり保つよう呼びかけられるも満身創痍であり、倒れたまま3本目のグリッド状のレーザーをかわせずに死亡する。
映画劇中で名前は明らかになっておらず、映画のエンドクレジットでは「Commando #1（コマンド 1）」と表記される。ヴァンス・ドリュー（Vance Drew）という名前は、原作:ポール・W・S・アンダーソン、著:キース・デカンディードの本作の小説版「Genesis (Resident Evil)」(日本未発売)にのみ記載されている。
アルフォンソ・ワーナー/コマンド 2（Alfonso Warner/Commando #2）
演 - Marc Logan-Black
アンブレラ社特殊部隊隊員。ワン隊長と共にレッドクイーンがいるチェンバーに侵入した後、起動した2本目のレーザートラップをかわそうとしてジャンプしたところ、レーザーが彼のジャンプに合わせて追尾してきたため、かわし切れず胴体を切断されて死亡する。
映画劇中で彼の名前は呼称されず、映画のエンドクレジットでは「Commando #2（コマンド 2）」と表記される。ただし映画序盤の特殊部隊員がハイブに潜入した際に、メンバーがレッドクイーンの監視カメラにスキャンされた際に彼の名前が表示されており、ワーナー（Warner）という名前であることが確認できる。また、本作の小説版「Genesis (Resident Evil)」では、フルネームがアルフォンソ・ワーナー（Alfonso Warner）であると記載されている。
オルガ・ダニロワ/衛生兵（Olga Danilova/Medic）
演 - Elizabeth May Brice
アンブレラ社特殊部隊女性隊員。衛生兵を担当しており、映画序盤の列車で気絶したスペンスを発見した際は彼の介抱を行った。その後ワン隊長と共にレッドクイーンがいるチェンバーに侵入した後、起動した最初のレーザートラップに首を切断されて死亡する。
映画劇中で名前は明らかになっておらず、映画のエンドクレジットでは「Medic（衛生兵）」と表記される。オルガ・ダニロワ（Olga Danilova）という名前は、本作の小説版「Genesis (Resident Evil)」にのみ記載されている。

### アンブレラ社
レッド・クイーン（Red Queen）
演（モデル） - ミカエラ・ディッカー
アンブレラ社が開発した最先端かつ高性能の人工知能で、ハイブ全体を統御するメインコンピューター。
ハイブ内のあらゆる環境と電源を制御しており、災害や事故など不測の事態に対して完璧な防衛システムを備えている。システムの中枢が設置されているチェンバーはハイブの最下層に位置しており、そこに続く通路はレーザートラップなどのセキュリティシステムにより厳重に守られている。彼女と直接対話することでレッド・クイーンの制御システムへのアクセスが可能となる。
少女型のホログラムをインタフェースとしており、カプラン曰く、レッドクイーンをプログラミングしたプログラマーの娘をモデルとしていると語られる。
ハイブで製作されているT-ウイルスが漏洩（バイオハザード）した際には、ハイブの外にウイルスが流出することを確実に阻止するために、全職員を抹殺するようプログラムされており、映画の冒頭では、スペンスによってハイブ内にT-ウイルスが流出したことを察知すると、これをきっかけに防衛プログラムを始動した。この防衛プログラムによりハイブの全区画の扉と空調をロックして職員の脱出を封じ、オフィスエリアにいる職員に対しては、消火剤であるハロンガスを大量に散布して空気中の酸素を奪い窒息死させ、研究室エリアにいる職員に対してはスプリンクラーを誤作動させて大量の水を浴びせて溺死させ、エレベーターに乗っていた職員に対してはエレベーターを暴走させて、高所から最下層に叩きつけて転落死させた。ハイブ内だけでなく、ハイブの外にも防衛プログラムは働いており、ハイブ外の地下鉄道網とハイブの入り口である鏡の館には神経ガスを散布した。
しかし、アンブレラ社はハイブ内でのレッド・クイーンによる従業員の虐殺をあらかじめ組み込まれたプログラムではなく、故障が原因であると判断し、レッドクイーンをシャットダウンするべく、ワン隊長率いる特殊部隊を編成してハイブに派遣した。しかし、この特殊部隊がレッド・クイーンをシャットダウンしたことで、レッド・クイーンがハイブの各ブロックに閉じ込めて無力化していたアンデッド達が部屋から抜け出し、事態はより悪化の一途をたどってしまう。
作中では、終盤に消去されたような描写があるが、後に製作された『V』や『FINAL』でも登場し、直接的な接触は本作以降、『V』まではないものの、アリスとは間接的に長い付き合いになっていく。小説版の『I』では、カプランによって記憶媒体にコピーされ、以降彼らと行動を共にするが、最早不要とみなされたアリスに記憶媒体を破壊されて消滅した。「レッド・クイーン（赤の女王）」の名前の由来は、ルイス・キャロルの児童小説『鏡の国のアリス』に登場するチェスの駒を基にしたキャラクターの名前に由来する。なお、映画とは異なる結末をむかえる牧野修が執筆した本作の小説版では、文明社会が崩壊した世界でアリスと行動を共にするキャラクターとして、「ホワイト・クイーン（白の女王）」と呼ばれるAIも登場しているが、こちらも『鏡の国のアリス』に登場するチェスの駒を基にしたキャラクターの名前に由来する。『鏡の国のアリス』をルーツとする「ホワイト・クイーン（白の女王）」は、後に公開された実写映画版バイオハザードシリーズ三作目の『III』にも登場する。
ウィリアム・バーキン博士 / ナレーター
演 - ジェイソン・アイザックス ※ノンクレジット

## 登場クリーチャー
詳細はバイオハザードシリーズ#登場クリーチャーや個別項目を参照。
アンデッド/ゾンビ（Undead/Zombie）
レッドクイーンが散布したハロンガス（消火剤）、スプリンクラーによって窒息死、溺死したハイブの職員たちが、ハイブ内で流出したT-ウイルスの影響で甦ったもの。
記憶は多少残るが、知能が失われているため、徘徊する程度の肉体的に単純な動きを繰り返すだけである。人間の三大欲求のうち、最も本能的な欲求である「食欲」のみを感じており、強い飢餓感に突き動かされ、生存者たちを次々と襲う。脊髄か脳を破壊することで活動を停止する。
当初はレッドクイーンがハイブ内の各区画を閉鎖していたため閉じ込められていたが、カプランによってレッドクイーンがシャットダウンされた際に、電力が落ちて封鎖が解放され、所内に溢れ出した。
ケルベロス（Cerberus）
ハイブ内で実験動物として飼育されていたドーベルマンが、T-ウイルスに感染したもの。アンデッド（ゾンビ）と同様に「食欲」に支配され、俊敏な動きで人を襲う。「ケルベロス（Cerberus）」とはギリシア神話に登場する地獄の番犬の名前に由来する。
リッカー（Licker）
T-ウイルスの研究における初期の実験生物の一つで、生体組織に直接T-ウイルスを注入する事で開発された生物兵器。本作のボスクリーチャー。「リッカー（Licker）」とは「舐めるもの」を意味する英語の造語である。
生物兵器としては、性質的に不安定で制御できなかったため失敗作であり、ハイブの最深部にある食堂Bという偽装名の広間に置かれたコンテナの中で、鎮静剤や筋弛緩剤を投与されて保管されていた。映画の中盤で、レッドクイーンがシャットダウンされた際に一時的に停電して薬剤の供給が停止した上に、培養されていたコンテナが爆破された事により解放され、アリスらを襲った。
新鮮なDNAを摂取することで急速に変異する。劇中では変異に伴い、骨格が四足獣に近い形状に変形し、体躯も巨大化した。

## 日本語吹替
| 役名                                | 俳優                       | 日本語吹替                                                                         | 日本語吹替                                                                              |
| 役名                                | 俳優                       | ソフト版                                                                           | フジテレビ版                                                                            |
| ----------------------------------- | -------------------------- | ---------------------------------------------------------------------------------- | --------------------------------------------------------------------------------------- |
| アリス・アバーナシー                | ミラ・ジョヴォヴィッチ     | 本田貴子                                                                           | 岡寛恵                                                                                  |
| マット・アディソン                  | エリック・メビウス         | 宮本充                                                                             | 内田夕夜                                                                                |
| スペンサー・パークス（スペンス）    | ジェームズ・ピュアフォイ   | 江原正士                                                                           | 山路和弘                                                                                |
| ジェームス・P・シェイド（ワン）     | コリン・サーモン           | 大友龍三郎                                                                         | 玄田哲章                                                                                |
| レイン・オカンポ                    | ミシェル・ロドリゲス       | 朴璐美                                                                             | 高山みなみ                                                                              |
| チャド・カプラン                    | マーティン・クルーズ       | 咲野俊介                                                                           | 小森創介                                                                                |
| J.D.サリナス                        | パスクエール・アリアルディ | 大川透                                                                             | 相沢正輝                                                                                |
| リサ・アディソン                    | ハイケ・マカッシュ         | 山川亜弥                                                                           | 石塚理恵                                                                                |
| レッド・クイーン（モデル）          | ミカエラ・ディッカー       | かないみか                                                                         | 大前茜                                                                                  |
| ウィリアム・バーキン博士 ナレーター | ジェイソン・アイザックス   | 有本欽隆                                                                           | 谷昌樹                                                                                  |
| その他                              |                            | 田島康成 高山佳音里 よのひかり 鶴博幸 佐藤晴夫 斉藤恵理 新垣樽助 江川大輔 佐伯洋史 | 山像かおり 桐本琢也 大坂史子 千島楊子 赤城進 斉藤次郎 横島亘 徳光由禾 三宅健太 風間秀郎 |
| 日本語版制作スタッフ                |                            |                                                                                    |                                                                                         |
| 演出                                |                            | 佐藤敏夫                                                                           | 高橋剛                                                                                  |
| 翻訳                                | 松浦美奈                   | 藤澤睦実                                                                           | 松崎広幸                                                                                |
| 効果                                |                            |                                                                                    | リレーション                                                                            |
| 制作                                |                            | プロセンススタジオ                                                                 | グロービジョン                                                                          |
| プロデューサー                      |                            | 内田正仁 （アミューズピクチャーズ）                                                | 中島良明 （フジテレビ）                                                                 |
| 初回放送                            |                            | 2016年12月22日 『午後のロードショー』 13:50-15:55                                  | 2004年9月4日 『プレミアムステージ』 21:00-22:54                                         |

- テレビ朝日『日曜洋画劇場』でもフジテレビ版の素材を使用。

※2015年10月7日発売の「吹替洋画劇場」シリーズ「吹替洋画劇場『バイオハザード』デラックス エディション」Blu-rayには本編ディスクとは別に、フジテレビ版（約92分）の吹き替え版を収録した特典ディスクが付属している。

## テレビ放映
| 回数 | テレビ局   | 番組名（放送枠名） | 放送日         | 放送時間      | 放送分数 | 視聴率 | 吹替版       | 備考 |
| ---- | ---------- | ------------------ | -------------- | ------------- | -------- | ------ | ------------ | --- |
| 1    | フジテレビ | プレミアムステージ | 2004年9月4日   | 21:00 - 22:54 | 114分    | 20.1%  | フジテレビ版 | 「バイオハザードII アポカリプス」公開記念で地上波初放送された。 吹替が新録された。 |
| 2    | フジテレビ | 土曜プレミアム     | 2006年12月23日 | 21:00 - 22:54 | 114分    |        | フジテレビ版 | |
| 3    | テレビ朝日 | 日曜洋画劇場       | 2007年10月28日 | 21:00 - 22:54 | 114分    | 15.5%  | フジテレビ版 | |
| 4    | テレビ東京 | 木曜洋画劇場       | 2009年3月5日   | 21:00 - 22:54 | 114分    |        | フジテレビ版 | |
| 5    | テレビ朝日 | 日曜洋画劇場       | 2010年9月12日  | 21:00 - 22:54 | 114分    | 14.9%  | フジテレビ版 | |
| 6    | テレビ朝日 | 日曜洋画劇場       | 2012年1月22日  | 21:00 - 23:10 | 130分    | 12.5%  | フジテレビ版 | |
| 7    | テレビ朝日 | 日曜洋画劇場       | 2013年3月3日   | 22:20 - 24:30 | 130分    | 9.0%   | フジテレビ版 | ワールド・ベースボール・クラシック1次ラウンド 日本 vs 中国が延長のため、通常放送より80分遅れで放送された。 特別編集版として放送された。                                                                 |
| 8    | テレビ朝日 | 日曜洋画劇場       | 2014年11月16日 | 21:20 - 23:30 | 130分    | 9.9%   | フジテレビ版 | 日米野球2014第4戦が延長のため、通常放送より20分遅れで放送された。 今作と次作「バイオハザードII アポカリプス」の映像を再編集させた「バイオハザード＋バイオハザードII アポカリプス 特別版」が放送された。 |
| 9    | テレビ東京 | 午後のロードショー | 2016年12月22日 | 13:50 - 15:55 | 125分    |        | ソフト版     | |
| 10   | 日本テレビ | 金曜ロードSHOW!    | 2021年3月26日  | 21:30 - 23:24 | 114分    | 7.3%   | ソフト版     | 『DRAMATIC BASEBALL 2021「巨人×DeNA 開幕戦」』が延長のため、通常放送より30分遅れで放送された。 「モンスターハンター」公開記念で放送。金曜ロードSHOW!名義では最後の放送作品。                            |

- 視聴率はビデオリサーチ調べ、関東地区・世帯・リアルタイム。

## スタッフ
- 監督、脚本 - ポール・W・S・アンダーソン
- 製作 - ポール・W・S・アンダーソン、ジェレミー・ボルト、ベルント・アイヒンガー、サミュエル・ハディダ
- 製作総指揮 - ヴィクター・ハディダ、ダニエル・クレツキー、ロバート・クルツァー、岡本吉起
- 撮影 - デヴィッド・ジョンソン
- 音楽 - マリリン・マンソン、マルコ・ベルトラミ
- 視覚効果スーパーバイザー - リチャード・ユリシッチ
- 編集 - アレグサンダー・バーナー
- 原案 - カプコン『バイオハザード』
- ノヴェライズ本 - 角川ホラー文庫

## 作品解説
原作・原案は、日本のゲームメーカーであるカプコンによって発売されたビデオゲームの『バイオハザードシリーズ』。1996年に発売されたシリーズ第1作目『バイオハザード』は、カプコンのゲームデザイナーである三上真司（現Tango Gameworks代表）を中心としたチームによって生み出され、全世界で275万本の売り上げを記録する大ヒット作品となった。ゲームの最大の特徴である「か弱い主人公が、限られた装備を駆使して、恐怖に満ちた世界を生き延びる」というレベルデザインや設定は、後にサバイバルホラーと呼ばれるようになり、このゲームジャンルの代名詞となった。
後に夫婦となる監督・脚本・製作のポール・W・S・アンダーソンと主演のミラ・ジョヴォヴィッチは共に原作のファンで、自ら望んで本作に携わった。
ゲーム版に使われている設定（巨大企業「アンブレラ」や「T-ウイルス」など）や、世界観をベースに映画オリジナルの要素を加え、その中でストーリーが展開され、作品全体としてはオリジナル要素が強く、登場人物はゲーム版と異なるが、舞台となる施設が、表向きは洋館で構成されているが、地下にウィルス研究施設が建造されている、洋館から地下研究所までの移動手段として専用列車が設置されている、バイオハザードが閉鎖された空間内で引き起こされていると言った『1』や『2』で見られたゲームで登場する施設や設備、シチュエーションなどが登場しており、更にゾンビやケルベロス（ゾンビ犬）などのクリーチャーは登場する。ホラー要素が強い原作と違い、全体的にアクション要素が強いのも特徴である。
日本ではPG-12指定で、地上波テレビ放送の際には、レーザートラップによる特殊部隊の惨殺シーンなどの残酷描写に修正が加えられた。他の国でもR-15やR-18である。

### 配役
ミラの来日インタビューによると、当時13歳の弟が大のゲーム好きであり、特に『1』のファンだったことから出演を決めたという。弟の影響からミラ自身も気がつけば1日5時間プレイするほど『バイオハザード』の世界観にハマっていたといい、オファーを受けた時は「主演は私しかいない」と即決したという。また、ポールも数人の女優にオファーを出す予定であったが、最初に会ったミラの熱意を感じ取り、他の女優には会わないまま彼女を抜擢した。

### 撮影・演出
ミラは事前のアクショントレーニングをみっちりこなし、1カットを除いてハードなアクションシーンもすべて自身が演じた。そのため、ラストシーンでミラの身体に存在するアザはすべて本物である。ポールは、何でも自分でやろうとするミラを抑えるのに必死だったという。また、作中の「真っ赤なワンピースとブーツ」という出で立ちは、「（アクションシーンなどで）身体の動きをよく見せたい」というミラの希望から、彼女が美術スタッフと共に考案した。衣装の素材を薄くしたため、下着の線がカメラに映らないよう、下着を着けずに撮影に臨んだ。ただし、主な撮影時期が真冬であり、しかも地下の撮影で上着も着られないまま数多くのアクションを行ったことは、ミラにとっても誤算だったという。
ハイブの設計は、主に日本のコンクリート建築を参考にしている。
2016年9月16日（9月15日深夜）にカンテレで放送された『NMBとまなぶくん』に出演した映画解説者の有村昆によれば、本作の製作費は（ハリウッド作品としては非常に低額の）33億円（撮影当時の日本円に換算）だったといい、ゾンビ役の俳優を雇えなかったためにポールたちスタッフが総動員で演じたほか、ハイブで最初にゾンビと遭遇するシーンの背景セットはすべて段ボールで作っていたそうである。

### オマージュ
映画オリジナルの要素として、『鏡の国のアリス』へのオマージュが挙げられる。
- ヒロインの名前が「アリス」。
- ハイブへの入口の通称が「鏡の館」。
- 最初は記憶を失っているが、徐々に異質な世界に適応していく。
- 人工知能の名称が「レッド・クイーン」。『鏡の国のアリス』には、同名の不可思議な価値観を持つ女王が登場する。

## ゲームソフトへの影響
『バイオハザード アンブレラ・クロニクルズ』には本作のレーザー攻撃システムとレッド・クイーンの設定が、『バイオハザード4』や『バイオハザード6』にはレーザー攻撃システムが取り入れられている。『4』のリメイク版である『バイオハザード RE:4』では、主人公のレオン・S・ケネディによるゲーム本編ではレーザー攻撃システムがオミットされたものの、エイダ・ウォンを主人公にしたダウンロードコンテンツ「Separate Ways」に同システムが登場。ワン隊長を死に追いやった網目状のレーザー攻撃も登場し、エイダを追跡していたクリーチャー・マルティニコがこれに切り刻まれる場面が描かれている。

## 各国レイティング
- 日本：PG-12（12歳未満保護者同伴・指導推奨）
- アメリカ、カナダ：R（17歳未満保護者同伴必須）(一部の地域を除く)
- 台湾：R-18
- 韓国：18
- アルゼンチン:13
- ブラジル:16
- チリ:14
- デンマーク:15
- フィンランド:K-18
- フランス:12
- ドイツ:16
- 香港:IN
- ハンガリー:16
- アイルランド:15
- イタリア:ＶＭ14
- マレーシア18SＧ
- アイスランド:16
- インド:A
- インドネシア:18歳以上
- メキシコ:C
- オランダ:16
- ニュージーランド:R16
- ナイジェリア:15
- ノルウェー:18
- オーストラリア:MA
- ペルー:18
- フィリピン:PG13
- ポーランド:18
- ポルトガル:M/16
- ロシア:18歳以上
- サウジアラビア:R15
- シンガポール:NC-16
- 南アフリカ:16
- スペイン:18
- スウェーデン:15
- スイス:16
- トルコ:15歳以上
- イギリス:15
- ウクライナ:18
- アラブ首長国連邦:18歳以上

## 小説版
本作の小説版は日本国内と海外で、異なる著者による小説版がそれぞれ発売されている。
バイオハザード
原作 - ポール・W・S・アンダーソン　著 - 牧野修（角川ホラー文庫、2002年） ISBN 978-4043522040
日本国内で販売された実写映画版「バイオハザード」のノベライズ作品。ポール・W・S・アンダーソンの脚本を原作としており、序盤は映画に忠実な展開を見せるが、中盤以降の展開が映画と異なっている。
中盤でアンデッド化したリサが、兄であるマットに襲い掛かる場面で、映画ではマットは助かるが、小説版ではここでマットが死亡してしまい、以降から独自の展開が続いて結末も映画とは異なっている。
Genesis (Resident Evil)
原作 - ポール・W・S・アンダーソン　著 - キース・デカンディード（Pocket Star、2004年）Template:ISBN1 ISBN 978-0743492911
日本国外で販売された実写映画版「バイオハザード」のノベライズ作品。和訳版は未発売。牧野修の小説版とは異なり、こちらはポール・W・S・アンダーソンの脚本に概ね沿った内容で物語が展開されるほか、映画では描かれなかった環境保護活動家のマットとリサが、アンブレラ打倒に至った経緯などが補完されている。また、映画『II』の公開後に発売されたことから、映画『II』に登場したティモシー・ケイン少佐等のキャラクターも登場している。
著者のキース・デカンディードは、後に公開された映画『II』と『III』のノベライズも行っており、そちらは日本でも和訳版が角川ホラー文庫より発行されているが、日本では本作「Genesis (Resident Evil) 」の和訳版が発売される代わりに、上記の映画とは異なるストーリーの牧野修著の小説版が発売されたため、日本国内で同じ角川ホラー文庫から発売された『I』『II』『III』の小説版のうち、『I』と『II』の間に物語上のつながりが全く無くなってしまっている。